# Emil Strohal
Emil August Strohal (31. december 1844 i Birgitz ved Zirl i Tyrol – 6. juni 1914 i Leipzig) var en østerrigisk-tysk retslærd.
Strohal blev 1867 Dr. jur. i Graz, hvor han spillede en ikke ringe politisk rolle, 1874 advokat, 1875 privatdocent i Graz, 1877 ekstraordinær professor, 1881 ordinær professor sammesteds, 1892 i Göttingen som Jherings efterfølger, 1893 i Leipzig, hvor han på civilrettens område indtog en tilsvarende stilling som Windscheid på pandektrettens. Han var en af Tysklands mest fremragende dogmatikere, udrustet med en sjælden skarpsindighed, analytisk evne og frugtbar juridisk fantasi, en svoren fjende af al begrebsjurisprudens.
I sin forfattervirksomhed delte Strohal sig mellem formueretten og arveretten. Til den første kategori hører arbejder som Zur Lehre vom Eigenthum an Immobilien (1876), Die Prioritätsabtretung nach heutigem Grundbuchrecht, mit besonderer Rücksichtnahme auf die österreichische Gesetzgebung (1880), Succession in den Besitz nach römischem und heutigem Recht (1885), Die Gültigkeit des Titels als Erfordernis wirksamer Eigenthumsübertragung (1891), Der Sachbesitz nach dem bürgerlichen Gesetzbuche für das Deutsche Reich (1897), Schuldubernahme (1910), Schuldpflicht und Haftung (i festgave til Binding 1914) og en række afhandlinger, bidrag til samlerværker, anmeldelser og lignende.
Af Strohals arveretlige værker skal fremhæves Transmission pendente condicione (1879), Die Anfechtung letztwilliger Verfügungen im deutschen Entwurf (1892), Das Pfiichtteilreent der entferntesten Abkömmlingen und der Eltern des Erblassers nach dem deutschen bürgerlichen Gesetzbuche (1899), Anteil am ungeteilten Nachlass und Erbscheinen (1911) og den berømte Das deutsche Erbrecht nach dem bürgerlichen Gesetzbuche vom 18. August 1896 (1896, 3. oplag 1903-04).
Sammen med Sohm og Hölder udgav Strohal Drei Beiträge zum bürgerlichen Recht (1905); han var medarbejder ved Plancks kommentar til Bürgerliches Gesetzbuch (I—III, 1897—1902) og ledede udgivelsen af 4. oplag deraf (1913 ff.). Fra 1893 var han medudgiver, fra 1911 en af hovedredaktørerne af Jherings Jahrbucher für die Dogmatik des bürgerlichen Rechts. Et af Strohals sidste skrifter var hans mindetale over Unger (1914), som sammen med Demelius og Jhering havde øvet den største indflydelse på ham.